# Aristide Maillol

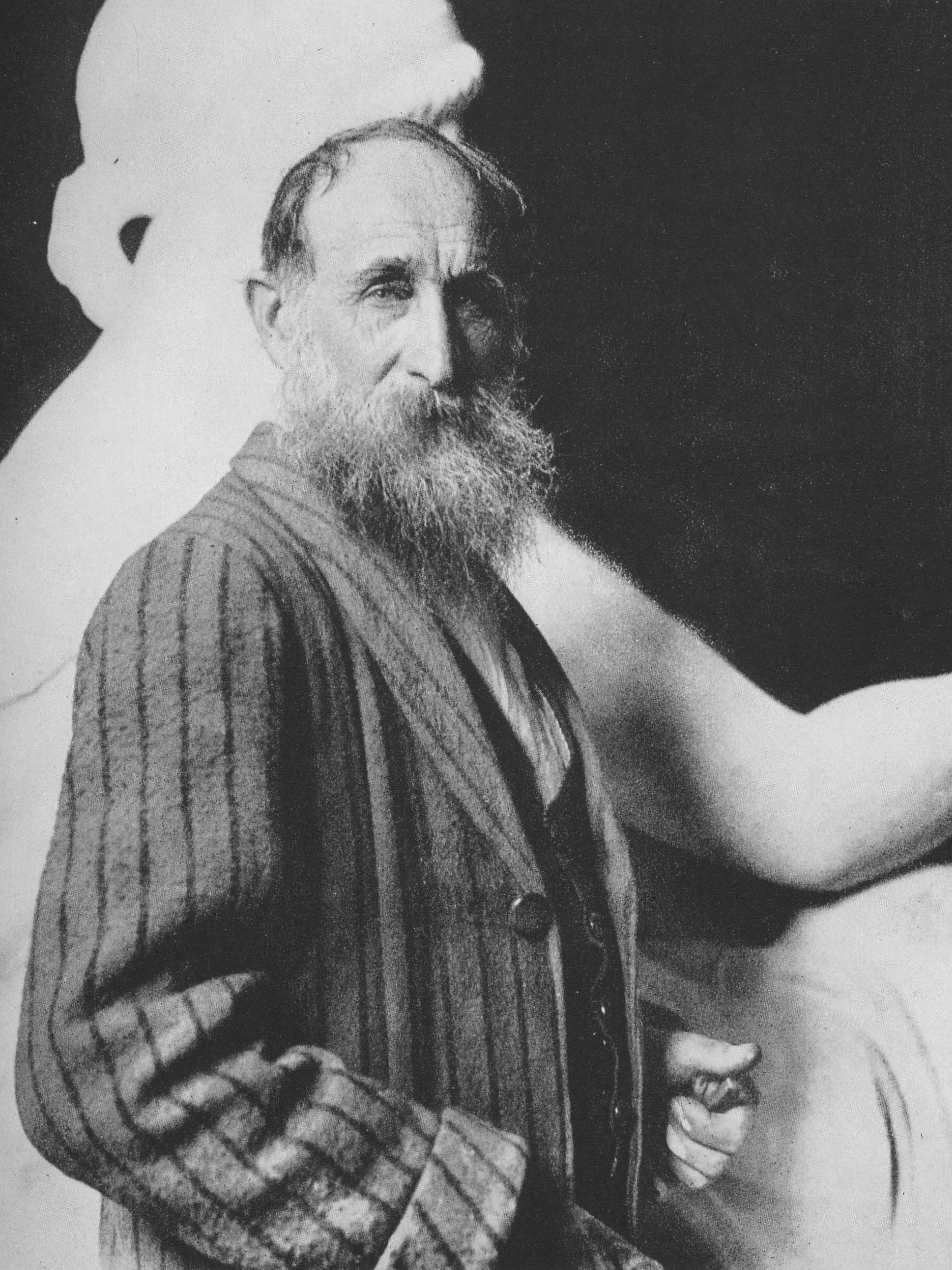
Aristide Maillol 1925, Fotografie von Alfred Kuhn

Aristide Joseph Bonaventure Jean Maillol (* 8. Dezember 1861 in Banyuls-sur-Mer, Département Pyrénées-Orientales; † 27. September 1944 ebenda) war ein französischer Bildhauer, Maler und Grafiker. Er galt als Antipode Auguste Rodins und beeinflusste die europäische Plastik in der ersten Hälfte des 20. Jahrhunderts nachhaltig.

## Leben

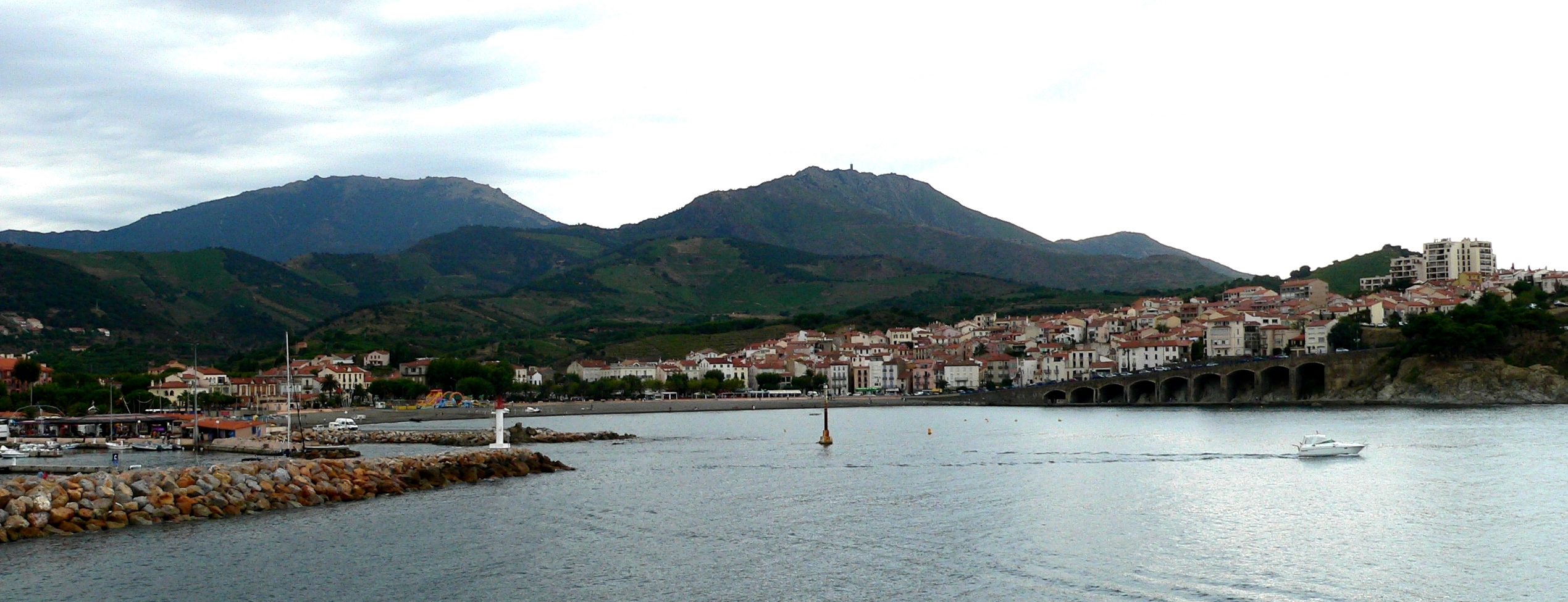
Banyuls-sur-mer, Geburtsort und zweiter Wohnsitz Maillols

Aristide Maillol war das vierte von fünf Kindern des Tuchhändlers und Weingutbesitzers Raphaël Maillol und seiner Gattin Catherine, geb. Rougé. Er stammte aus einer Familie von Weinbauern, Seeleuten und Schmugglern. Sein Geburtsort, das Fischerstädtchen Banyuls-sur-Mer, liegt am Mittelmeer nahe der spanischen Grenze. Die Muttersprache Maillols war Katalanisch; Französisch sprach er mit starkem lokalem Einschlag.
Nach der Volksschule besuchte er das Collège Saint-Louis in Perpignan, wo sich im Kunstunterricht sein Wunsch herausbildete, Künstler zu werden. Als 20-Jähriger zog Maillol nach Paris, um Kunst zu studieren. Zuerst nahm er als freier Schüler an einem Zeichenkurs der École des Beaux-Arts teil, der dem Maler und Bildhauer Jean-Léon Gérôme unterstand. Als er ihm nach einigen Monaten seine Zeichnungen vorlegte, meinte Gérome, Maillol gehöre in die Kunstgewerbeschule, in die er daraufhin wechselte. Dort belegte er Kurse in Bildhauerei. Nach einigen Monaten kehrte Maillol an die École des Beaux-Arts zurück und wurde in die Klasse des Salonmalers Alexandre Cabanel aufgenommen. Die offizielle Zulassung erhielt er nach mehreren Versuchen erst am 17. März 1885. 80 von 223 Bewerbern wurden aufgenommen; Maillol belegte Platz 64. Bis 1893 war er Student der Akademie.

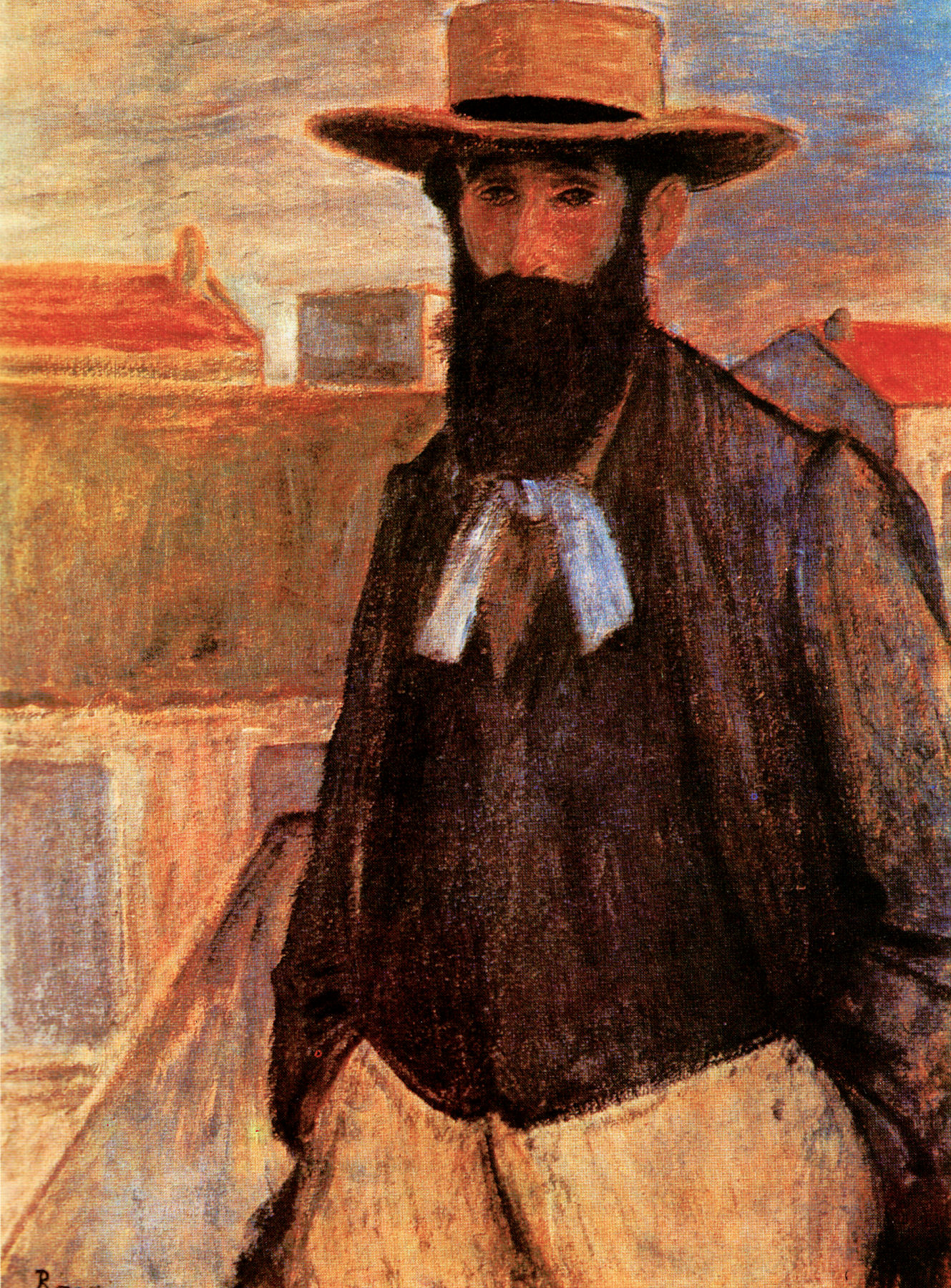
Aristide Maillol 1899 (Porträt von József Rippl-Rónai)

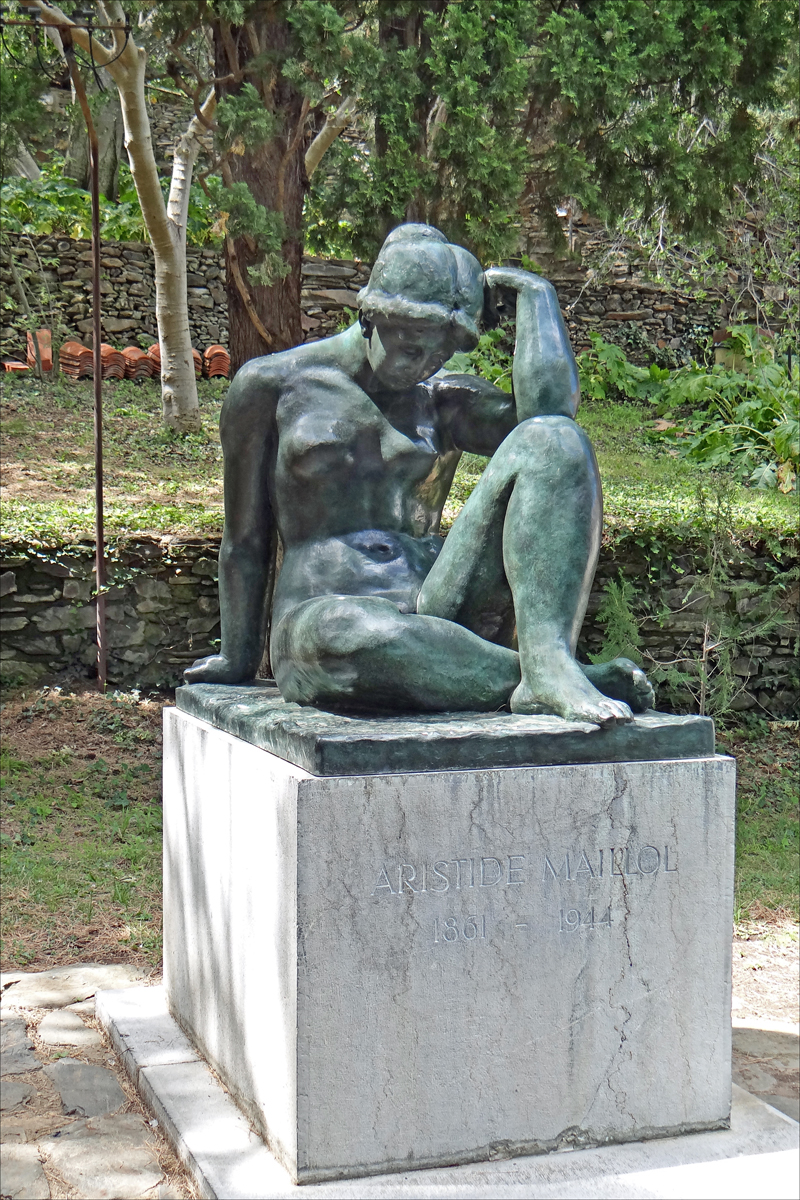
Grabstein Maillols mit seinem Werk La Méditerranée, heute im Musée Maillol in Banyuls

Nahezu zwanzig Jahre lebte Maillol in Paris in großer Armut. 1894 nahm er Clotilde Narcis, eine seiner Mitarbeiterinnen im Tapisserie-Atelier in Banyuls, mit nach Paris und bezog mit ihr eine Wohnung in der Rue Saint-Jacques. Im Juli 1896 heirateten sie, und im Oktober desselben Jahres kam Lucien (1896–1972), ihr einziges Kind, zur Welt. Clotilde stand Maillol Modell sowohl in der Malerei und Textilkunst als auch in der Plastik. 1899 zog das Paar nach Villeneuve-Saint-Georges, 1903 nach Marly-le-Roi. Seinen Wohnsitz in Banyuls behielt der Künstler lebenslang bei. Gewöhnlich lebte er im Sommerhalbjahr bei Paris und im Winterhalbjahr in Banyuls. Den Lebensunterhalt verdiente er sich zunächst mit der Restaurierung von Stuckarbeiten.
Maillols Anerkennung wuchs, als ihn Julius Meier-Graefe im Jahr 1904 in die einflussreiche Publikation Entwicklungsgeschichte der modernen Kunst aufnahm. Im selben Jahr lernte der Künstler seinen wichtigsten Mäzen, Harry Graf Kessler, kennen, für den er einige seiner Hauptwerke ausführte. Zusammen reisten beide 1904 nach London, 1908 nach Griechenland, und 1930 nach Deutschland, namentlich nach Weimar und Berlin.
Maillols Ruhm wuchs vor allem im Ausland, neben Graf Kessler erwarben andere deutsche Sammler, darunter Karl Ernst Osthaus, seine Werke. Wichtige Sammler waren das Ehepaar Arthur und Hedy Hahnloser, Oskar Reinhart in Winterthur, Johannes Rump in Kopenhagen und das Ehepaar Kröller-Müller in Den Haag. Wichtige Sammler in Frankreich waren Octave Mirbeau, Gustave Fayet und Jacques Zoubaloff.
Im Jahr 1913 fand im Kunstkring Rotterdam die erste Einzelausstellung von Maillols Werken außerhalb Frankreichs statt; gezeigt wurden zwei Bronzen, sechs Gipsfiguren und Fotografien. Im selben Jahr waren Werke Maillols in der Armory Show in New York vertreten. In den Pariser Kunstsalons waren seine Werke selten zu sehen. Bei der ersten Wanderausstellung ausländischer Kunst in den USA von 1925 bis 1927 wurden von Maillol vor allem Gipsreproduktionen gezeigt.
Die bedeutendsten Ausstellungen Maillols fanden 1928 in Berlin in der Galerie von Alfred Flechtheim, 1933 in der Kunsthalle Basel und im Rahmen einer Ausstellung französischer Kunst anlässlich der Weltausstellung 1937 im Petit Palais in Paris statt.
Wegen Maillols enger Verbindung zu Graf Kessler wurde er im Ersten Weltkrieg verdächtigt, ein deutscher Spion zu sein. Im Zweiten Weltkrieg wurde er wegen seiner Bekanntschaft mit Arno Breker als der Kollaboration mit Deutschland verdächtig betrachtet. Posthum stand sein Name auch auf der am 4. September 1945 von der Résistance-Organisation Front national veröffentlichten Liste von Kollaborateuren im Kulturbetrieb unter der deutschen Besatzung Frankreichs im Zweiten Weltkrieg. Im September 1944 war Maillol in einen Autounfall verwickelt und starb wenige Tage danach in seinem Haus in Banyuls-sur-Mer.

## Werk

### Künstlerische Anfänge

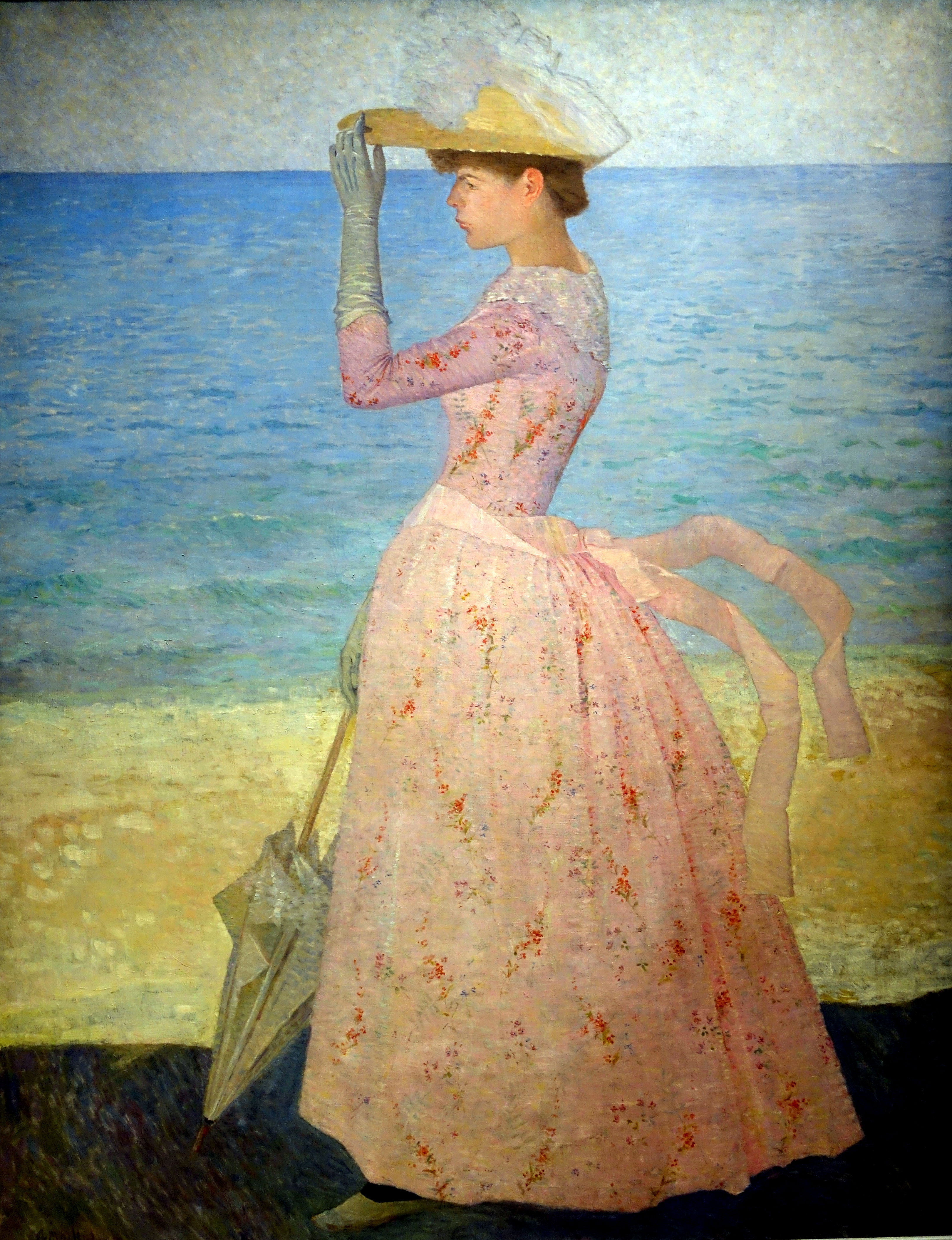
La Femme à l’ombrelle von Aristide Maillol, 1895, heute im Musée d’Orsay, Paris

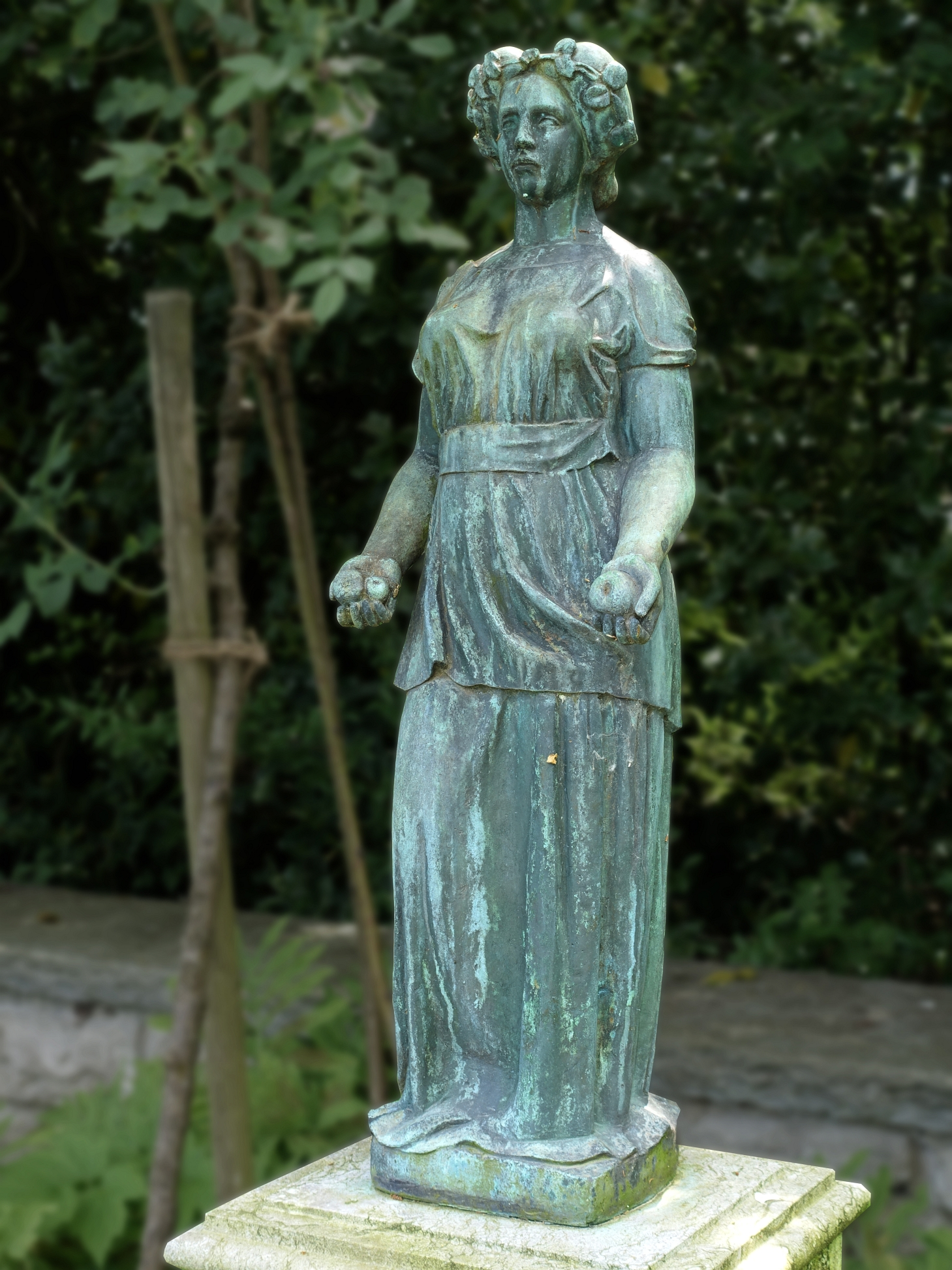
Die Plastik Pomone von Maillol auf dem Friedhof am Hörnli in Riehen

Als Maler orientierte sich Maillol nicht an seinem Lehrer, Cabanel, sondern an Pierre Puvis de Chavannes und Paul Gauguin, mit dem er persönlich bekannt war. 1892 schloss er sich der Künstlergruppe Nabis an, deren dekorative flächenbetonte Kunst seinem Malstil in dieser Zeit entsprach.
In den 1890er Jahren wandte sich Maillol der Herstellung von Wandteppichen zu. Mit seinen Gemälden war er nicht zufrieden; ihn störten Manieriertheiten, die er sich beim Studium an der Akademie angewöhnt hatte. Bei den gestickten Teppichen sei er hingegen gezwungen, mit Bedacht einen Ton neben den anderen zu setzen. Für die Umsetzung seiner Textilkunst richtete er 1893 in Banyuls ein Tapisserie-Atelier ein und beschäftigte einheimische Frauen mit Webarbeiten, so auch seine spätere Ehefrau, Clotilde Narcis, und ihre Schwester, Angélique. 1903 gab Maillol wegen eines Augenleidens die Herstellung von Wandteppichen auf. Die bedeutendsten Tapisserien Maillols stehen am Ende seiner Beschäftigung mit der Textilkunst: zwei große Wandteppiche, die für Hélène Prinzessin Bibesco ausgeführt wurden.

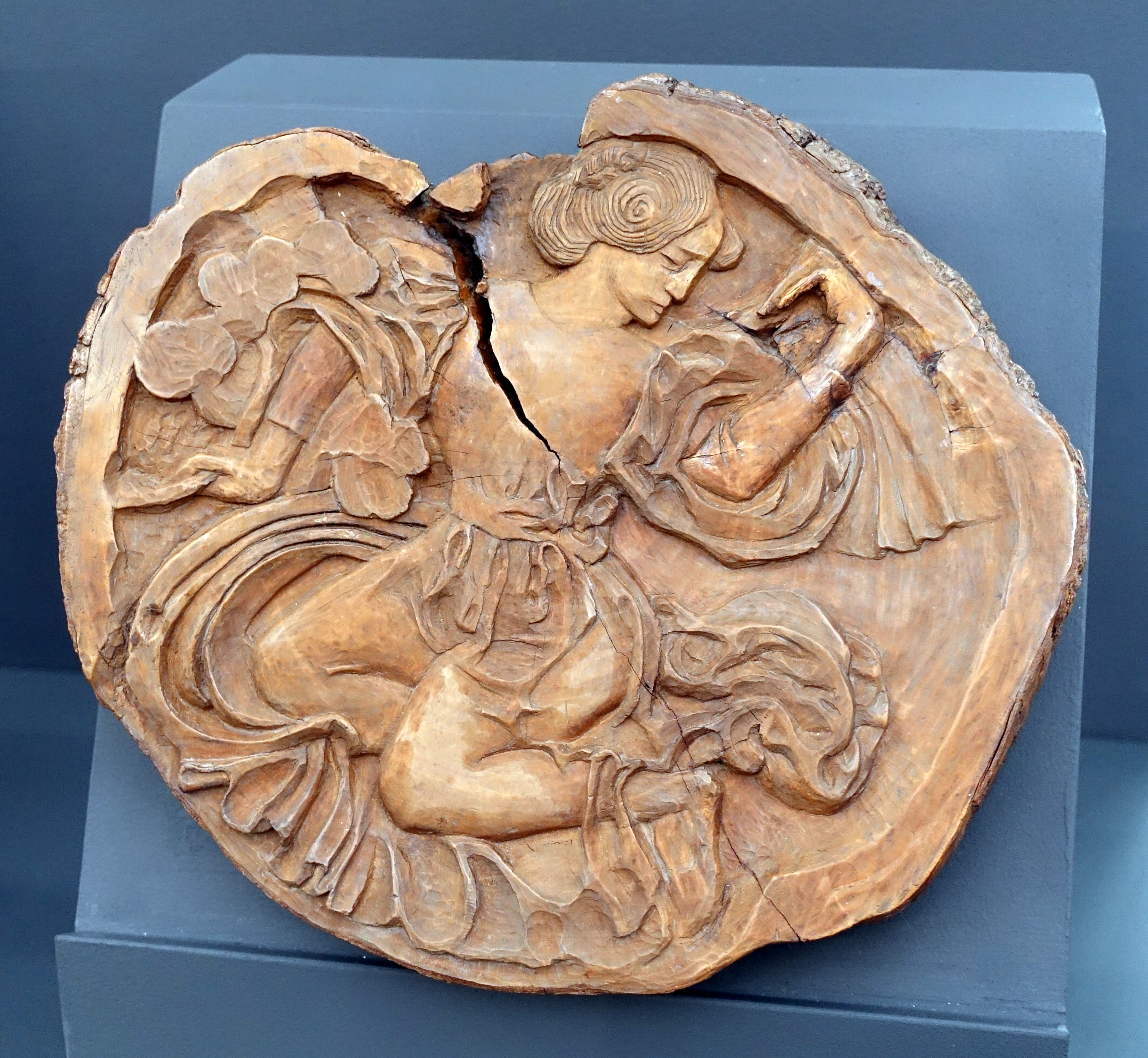
Maillols Danseuse von 1896, ein Flachrelief aus Holz, heute im Musée d’Orsay, Paris

Seit der Mitte der 1890er Jahre betätigte sich Maillol vorrangig als Bildhauer. Zuerst schnitzte er kleine Reliefs, die er 1896 im Pariser Salon der SNBA (Societé nationale des beaux-arts) ausstellte. Im Jahr darauf präsentierte er dort eine Vitrine mit Terrakotta-Figuren. Seine ersten bildhauerischen Arbeiten wurden noch in der Kunstgewerbeabteilung des Salons vorgestellt. Zum Bildhauer im eigentliche Sinne wurde Maillol, als er Holzfiguren von etwa 60 cm Höhe zu schnitzen begann. Der entscheidende Schritt wurde für das Publikum 1902 in Maillols erster Einzelausstellung sichtbar: Der Kunsthändler Ambroise Vollard präsentierte vom 15. bis zum 30. Juni 33 Werke Maillols: elf Tapisserien, einen Wandbrunnen, die geschnitzte Wiege des Sohnes und schließlich Statuetten aus Gips, Holz und Bronze. Die Ausstellung war ein Erfolg; der Schriftsteller Octave Mirbeau kaufte eine Holzstatuette (heute im Kröller-Müller-Museum, Otterlo) und einen Guss der berühmtesten Kleinbronze Maillols, der Leda (heute Sammlung Oskar Reinhart, Winterthur). Nach der Ausstellung kaufte Vollard dem Künstler fünf Gemälde und 13 plastische Arbeiten ab. Wie damals üblich, erwarb Vollard damit zugleich Reproduktionsrechte und initiierte unlimitierte Editionen einiger der beliebtesten Kleinplastiken Maillols, die sich heute in Museen und Privatsammlungen finden. Die meisten dieser Repliken sind qualitätsvoll ausgeführt, insbesondere weil Vollard dieselben Gießer beauftragte, bei denen Maillol selbst zu Beginn seines Wirkens gießen ließ: Bingen et Costenoble und Florentin Godard.
Die Kleinplastiken aus Maillols Anfangszeit überzeugen den Betrachter, insbesondere weil der Künstler mit seiner Ehefrau Clotilde sein Idealmodell vor Augen hatte. Ihr Typ und ihre Proportionen wurden für sein bildhauerisches Werk wegweisend:

„Ich habe eine kleine Frau geheiratet. Ich habe immer kurze Beine vor Augen gehabt. Deshalb suchte ich die Harmonie der kurzen Beine. Wäre ich mit einer langbeinigen Pariserin verheiratet, dann hätte ich vielleicht die Harmonie der langen Beine gesucht.“

### Sein Mäzen Graf Kessler und das MeisterwerkLa Méditerranée

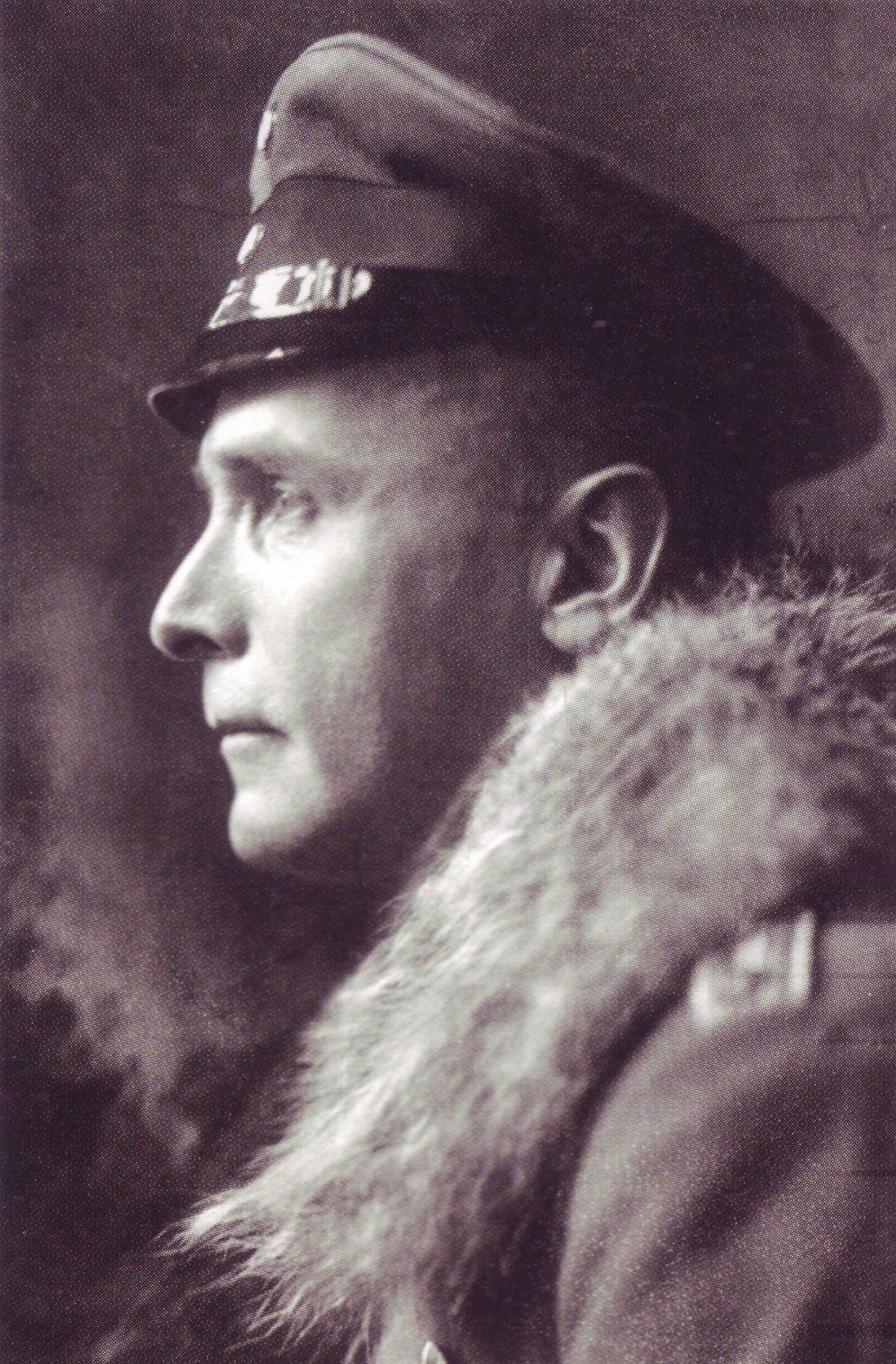
Harry Graf Kessler

Am 21. August 1904 lernte Maillol Harry Graf Kessler kennen. Die erste Begegnung ist in Kesslers Tagebuch geschildert:
„Er wohnt in einem ganz kleinen Häuschen sehr primitiv und ländlich mitten in grossen offenen Obstgärten. Als wir an die Thüre klopften (eine Klingel giebt es nicht,) erschien die Frau auf dem kleinen Balkon und rief in die Gärten hinaus: Aristide, Aristide! worauf ein Bauer in der blauen Bluse, einen breitkrempigen Arbeiter Strohhut auf dem Kopf herankam und uns in sehr breitem Patois bäuerlich bieder begrüßte. Er stellte sich nicht weiter vor, und kümmerte sich auch nicht viel um unsere Namen, sondern war eben Maillol: etwa 40 Jahre alt aussehend, langer unbeschnittener, schwarzer Vollbart, sehr ausdrucksvolle, leuchtende blaue Augen, hager und mit langer Adlernase von prononciert spanischem Typus. Er führte uns gleich ins Atelier, das ein kleiner Bau im Garten ist, und zeigte uns seine Arbeiten und Zeichnungen, die Büste von Mme Maurice Denis, eine kleine hockende weibliche Figur, die er lebensgross ausführen wollte und von der ich sofort das kleine Modell kaufte (800 frcs) … Ich fand unter seinen Zeichnungen eine Skizze von einer zusammengekauerten weiblichen Figur, die mir durch die wunderbare Arabeske der Linien und deren knappe Zusammenfassung so auffiel, dass ich Maillol, der von beabsichtigten Steinskulpturen gesprochen hatte, vorschlug, sie für mich in Stein auszuführen. Maillol plaidierte für Lebensgrösse; und wir einigten uns hierauf, wenn der Preis es erlaubte.“
Schon bei ihrer ersten Begegnung gab Graf Kessler die Figur in Auftrag, die später als La Méditerranée („Das Mittelmeer“) bekannt wurde. Kesslers Tagebuch belegt, dass die Komposition auf einer Zeichnung beruhte und nicht über einen Zeitraum von mehreren Jahren in kleinen und großen Modellen ausgearbeitet wurde, wie man einige Zeit annahm. Am 24. August 1904 begann Maillol mit dem Aufbau der großen Figur in feuchtem Ton. Ein Jahr lang arbeitete er an diesem Meisterwerk. 1905 wurde die Gipsfassung im Salon d’Automne unter dem Titel Femme („Frau“) ausgestellt. Maillol erzielte damit seinen ersten großen Erfolg. Die sitzende Frauengestalt in ihrer ausgewogenen ruhigen Komposition ist sein berühmtestes Werk, dessen Vollendung in Kalkstein noch etliche Jahre in Anspruch nahm. Kessler musste La Méditerranée im Jahr 1931 aus finanziellen Gründen verkaufen. Die Skulptur befindet sich heute in der Sammlung Oskar Reinhart in Winterthur. Repliken stehen öffentlich zugänglich in den Tuilerien in Paris und im Innenhof des gotischen Rathauses von Perpignan. Der üppige runde Frauenkörper der Méditerranée, der in Maillols Schaffen auch später immer wieder aufscheint, repräsentierte für ihn eine Kraft und Sinnenfreude, die ihm als charakteristisch für die Menschen aus dem Mittelmeerraum erschienen. Wie La Mediterranée schuf Maillol 1907/08 ebenfalls auf Anregung Graf Kesslers die männliche Bronzeplastik Le Cycliste („Der Radfahrer“) und das Relief Le Désir („Das Verlangen“).

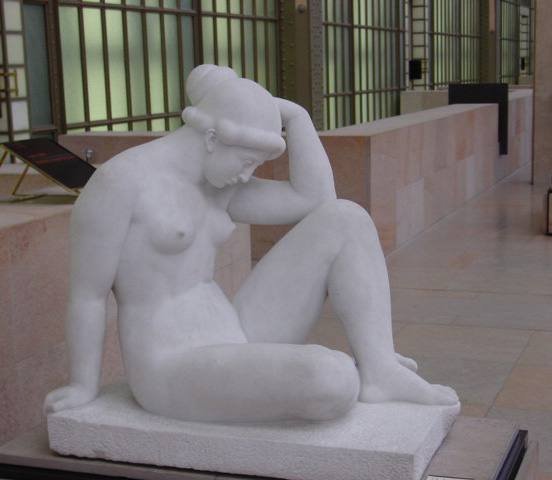
Die berühmte Skulptur La Méditerranée, entstanden 1905–1923, im Musée d’Orsay

Von Interesse ist die Verbindung zwischen Mäzen und Künstler auch, weil in den Tagebüchern Kesslers ausführlich Gespräche mit Maillol dokumentiert sind, aus denen man dessen künstlerische Überzeugungen herauslesen kann:

„Vor einer antiken Venus im Louvre, die an der afrikanischen Küste jahrhundertelang vom Meer bespült und von den Wellen wie von den Händen eines großen Künstlers geglättet und vereinfacht worden ist, aber um so gewaltiger heute in unverwüstlicher Schönheit dasteht, sagte mir Maillol einmal: »Sehen Sie, diese Figur ist meine Lehrmeisterin gewesen. Von einem Rodin, der das durchgemacht hätte, wäre nichts geblieben. Diese Figur hat mich gelehrt, was Plastik ist. Eine Statue muß schön sein, auch wenn ihre Oberfläche zerstört und kieselglatt geschliffen ist.«“

### Maillols Modelle

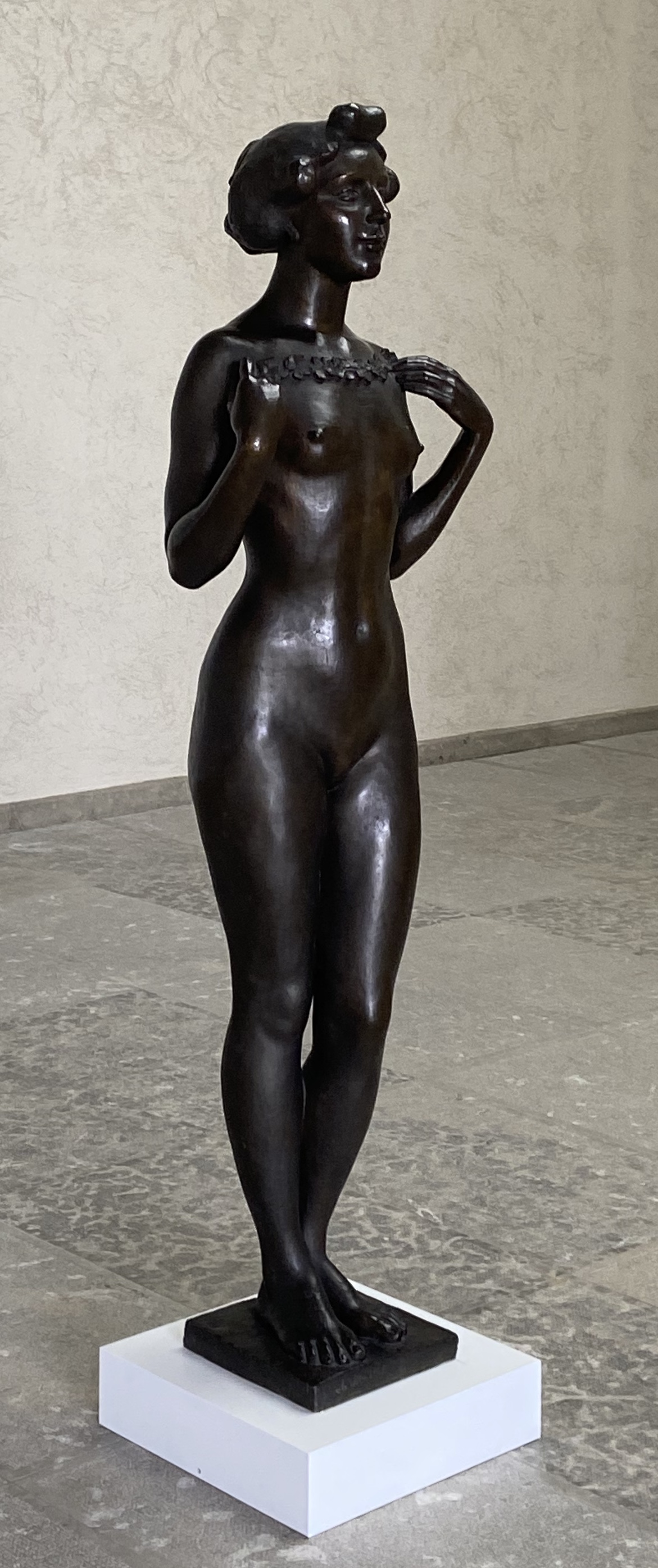
Maillols Le Printemps, 1910/11, Kunstmuseum Basel

Für Maillol waren die weiblichen Modelle eine wichtige Anregung. Das bedeutendste und für das gesamte Werk entscheidende Modell war Maillols Ehefrau Clotilde. Bei späteren Modellen, bis zum letzten, Dina Vierny, suchte er immer wieder ähnliche Proportionen. In zahlreichen Erinnerungsbüchern, die Gespräche mit Maillol wiedergeben, erzählte er aber nicht nur vom ersten und vom letzten Modell. Als schönste der jungen Frauen, die ihn zu Werken anregten, bezeichnete er Thérèse, das spanische Hausmädchen der Familie Maillol, das ihm nach dem Ersten Weltkrieg vier Jahre lang Modell stand. Sie war das Vorbild kraftvoller Statuetten sowie einer ersten Version von einem der Hauptwerke Maillols, der Venus. Nach ihrer Heirat konnte sie Maillol nicht mehr Modell stehen, was ihn empörte. Mitte der 1920er Jahre litt er an Niedergeschlagenheit und war kaum fähig zu arbeiten, sodass die Venus erst 1928 vollendet war.

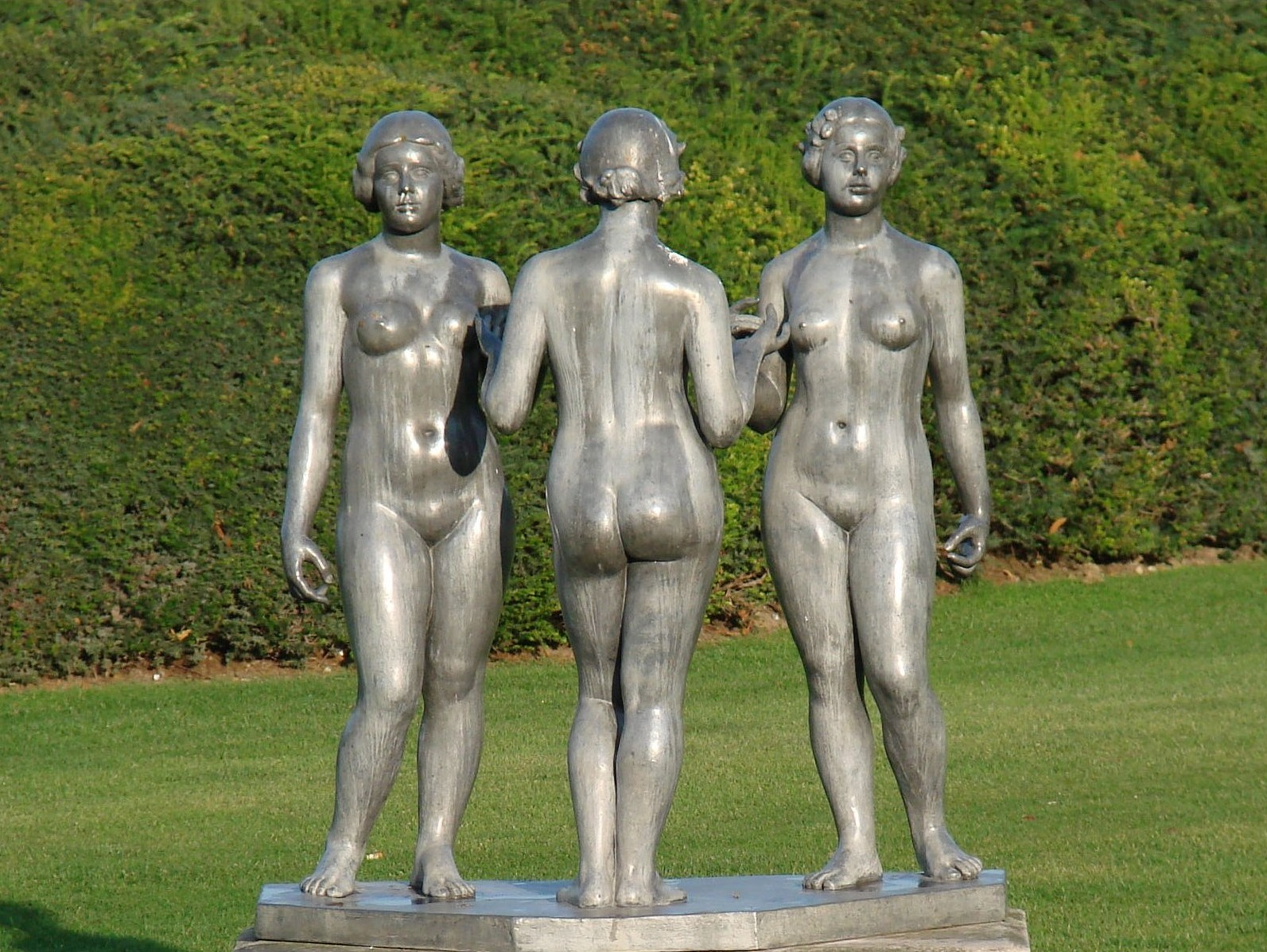
Die drei Nymphen von Maillol aus dem Jahr 1930 im Jardin des Tuileries

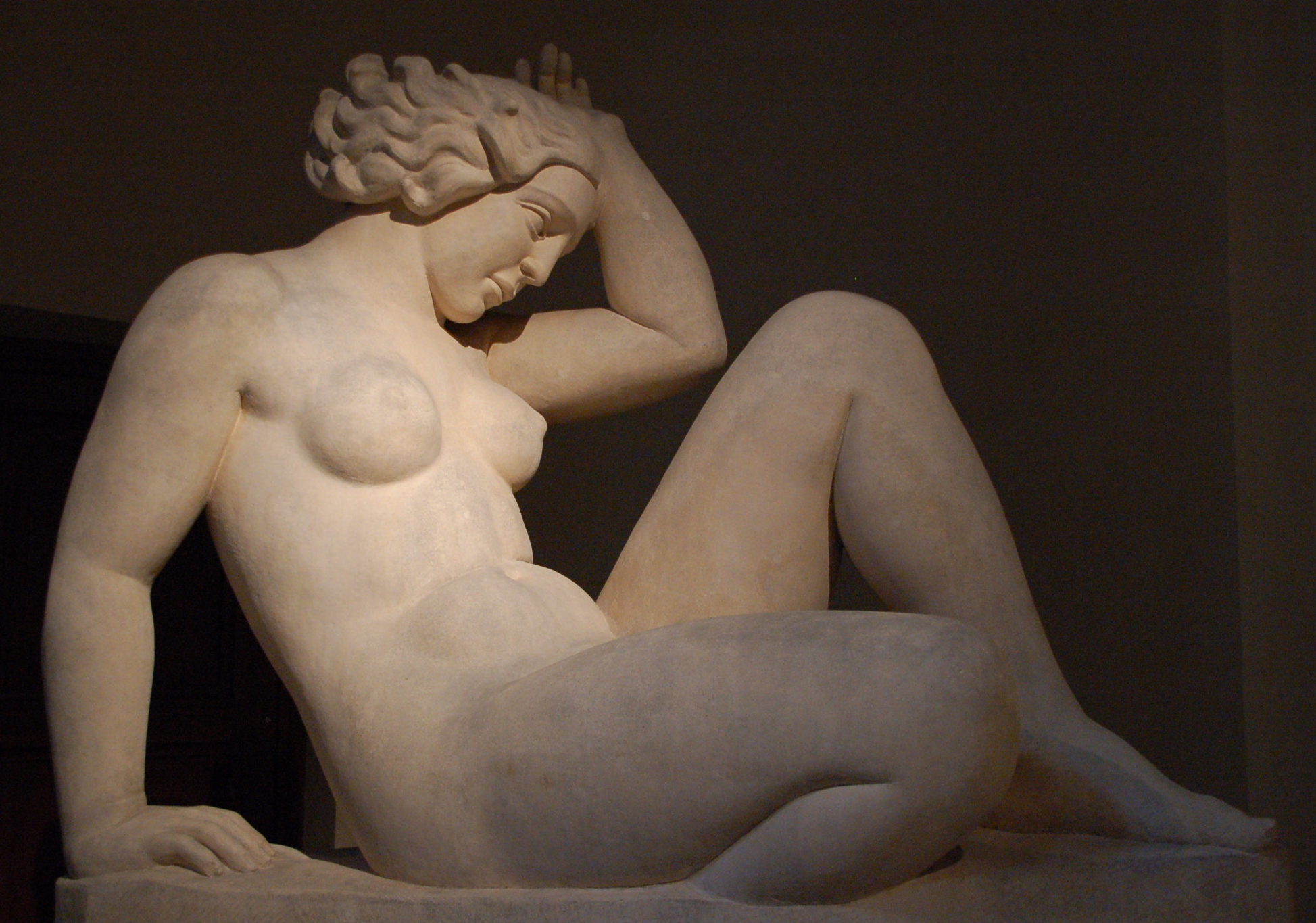
La Montagne (1937), Musée d’Orsay

Unter den Modellen nahm auch Lucile Passavant eine besondere Rolle ein, denn sie war Maillols Schülerin; einige ihrer plastischen Arbeiten sind noch heute bekannt. Zudem wurde sie die Geliebte Maillols, den sie auf seiner Deutschlandreise im Jahr 1930 begleitete. Als Modell war sie vor allem für die mittlere Figur der drei Nymphen von Bedeutung.
Am bekanntesten ist jedoch Dina Vierny, die 1934 im Alter von 15 Jahren Maillols letztes Modell wurde. In den Schulferien posierte sie anfangs nur für Kopfdarstellungen; nach einiger Zeit bot sie sich dem Künstler auch als Aktmodell an. Zeichnungen und Gemälde hat Maillol nach ihr geschaffen. Nach den Angaben Viernys stand sie für die Großplastiken La Rivière, deutsch: Der Fluss und La Montagne („Das Gebirge“) Modell. Vor allem aber war sie das Vorbild für die Statue Harmonie, die ursprünglich Die Rose heißen sollte. Jahrelang arbeitete Maillol an dieser Figur. Als die junge Frau 1943 von der deutschen Besatzungsmacht inhaftiert wurde, konnte Maillol nicht weiterarbeiten. Eine Vollendung seines letzten Werkes gelang ihm nicht mehr.
Im Gegensatz zu Maillol vermied Vierny jeden Kontakt zu den deutschen Besatzern, nahm Verbindung zum französischen Widerstand auf und führte Flüchtlinge über die französisch-spanische Grenze. Maillol hatte ihr noch selbst den Weg nach Portbou gezeigt, der früher nur von Schmugglern, Maultierführern und Ziegenherden benutzt wurde. Im Frühjahr 1943 wurde sie gefasst und landete im Gefängnis von Fresnes, das sie nach einem halben Jahr dank der Fürsprache von Arno Breker verlassen durfte.

La Rivière – Der Fluss – The River
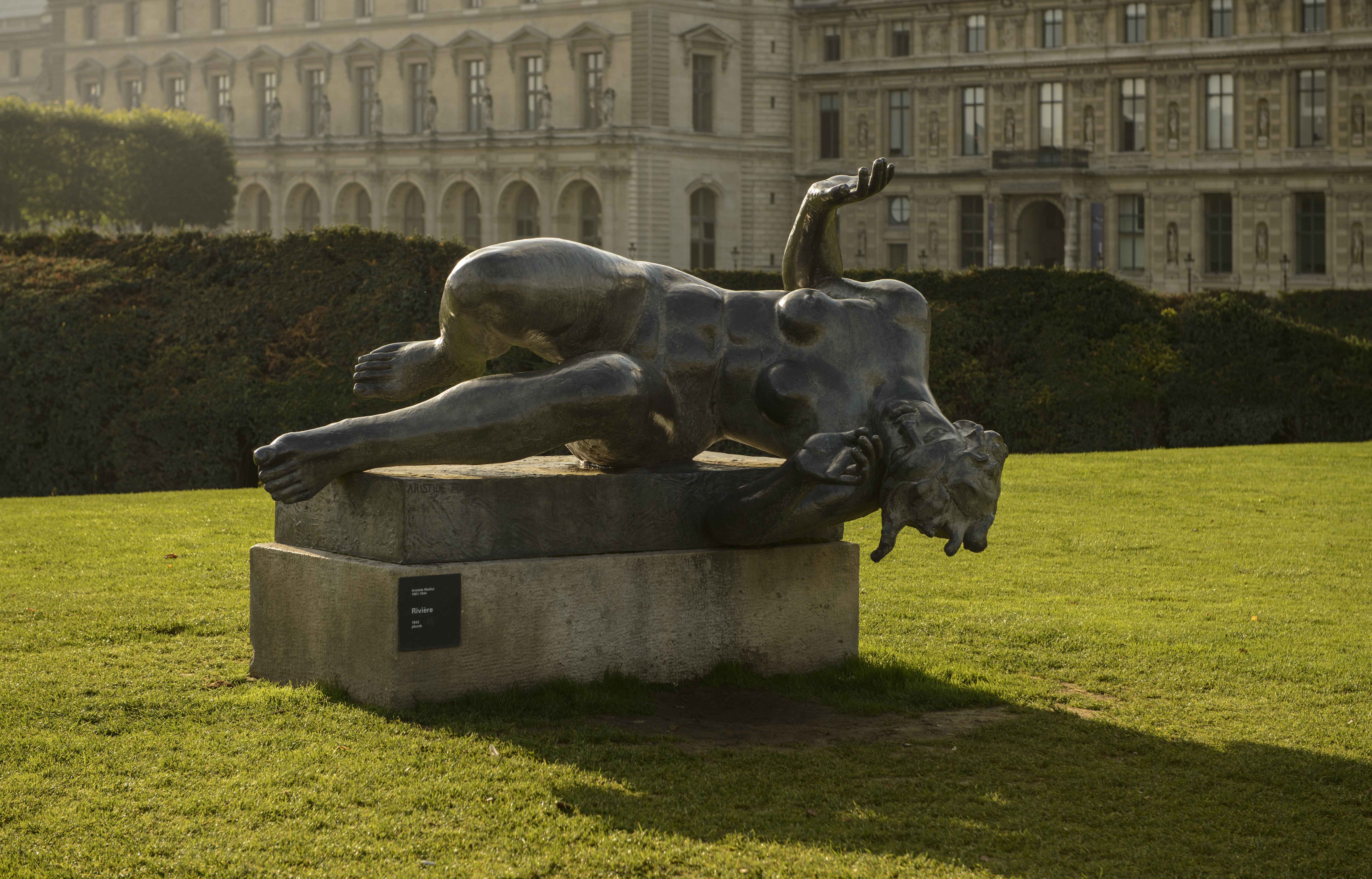
La Rivière, Jardin des Tuileries, Paris
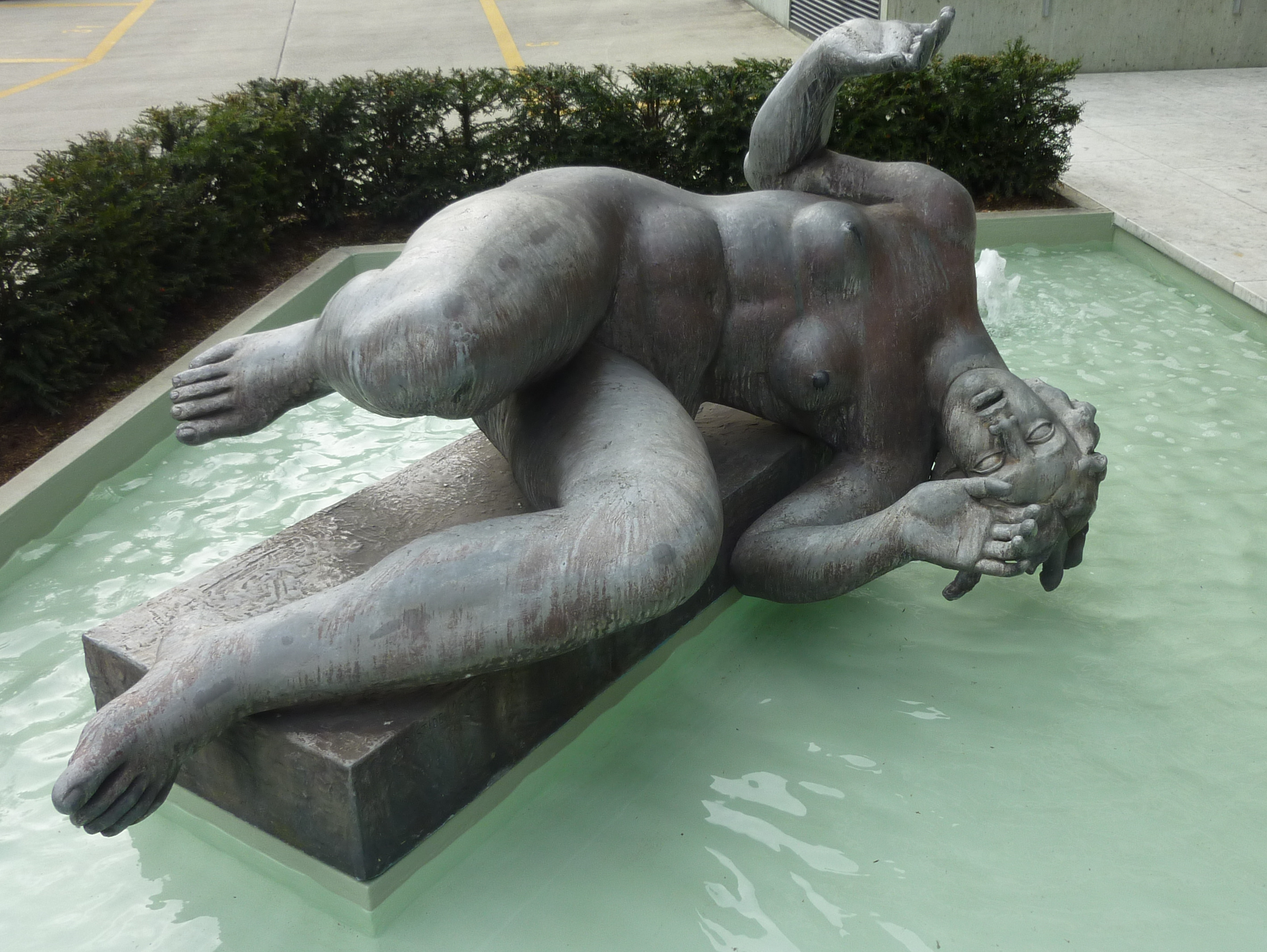
La Rivière, Talacker 41, Zürich
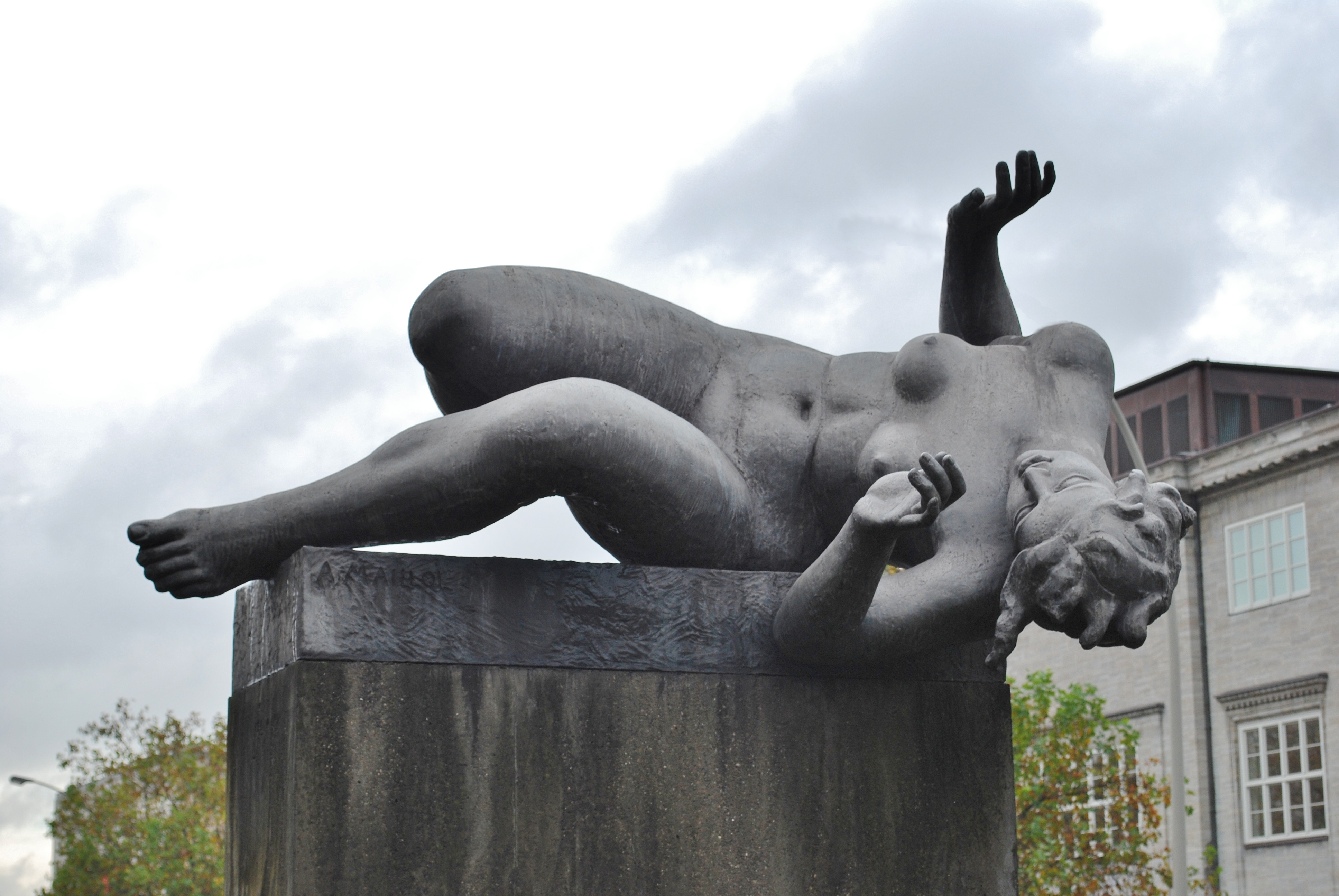
Der Fluss (1938/39) vor der Hamburger Kunsthalle
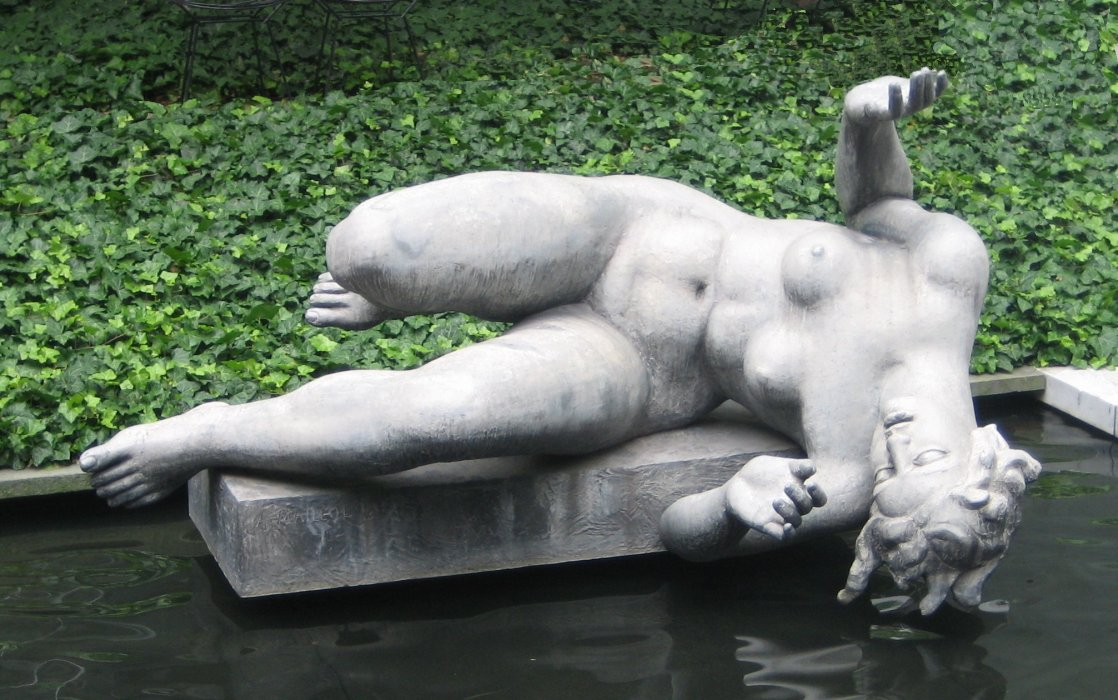
The River, MoMa, New York

Vierny eröffnete 1947 eine Kunstgalerie, die sie mit einer Maillol-Ausstellung eröffnete. 1978 wurde sie die Erbin von Maillols Sohn Lucien, den sie bei der Nachlasspflege unterstützt hatte. Im Jahr 1995 eröffnete sie die Fondation Dina Vierny – Musée Maillol. Sie hat sich um das Werk Maillols überaus verdient gemacht und ihn im öffentlichen Bewusstsein gehalten. Die Kunsthistorikerin Ursel Berger warf Vierny vor, etwa 200 illegale Kopien von Skulpturen Maillols als Originale in den Handel gebracht und an Museen verschenkt zu haben.

### Skulptur

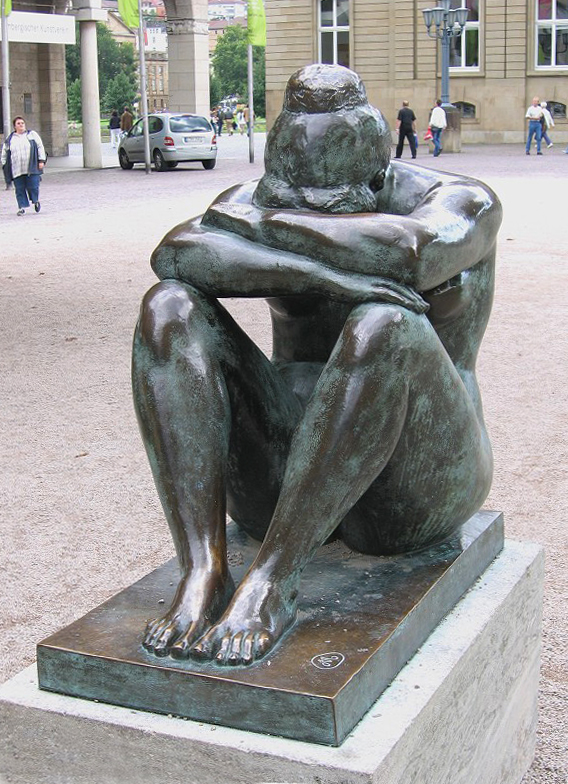
La Nuit, 1902, Stuttgart

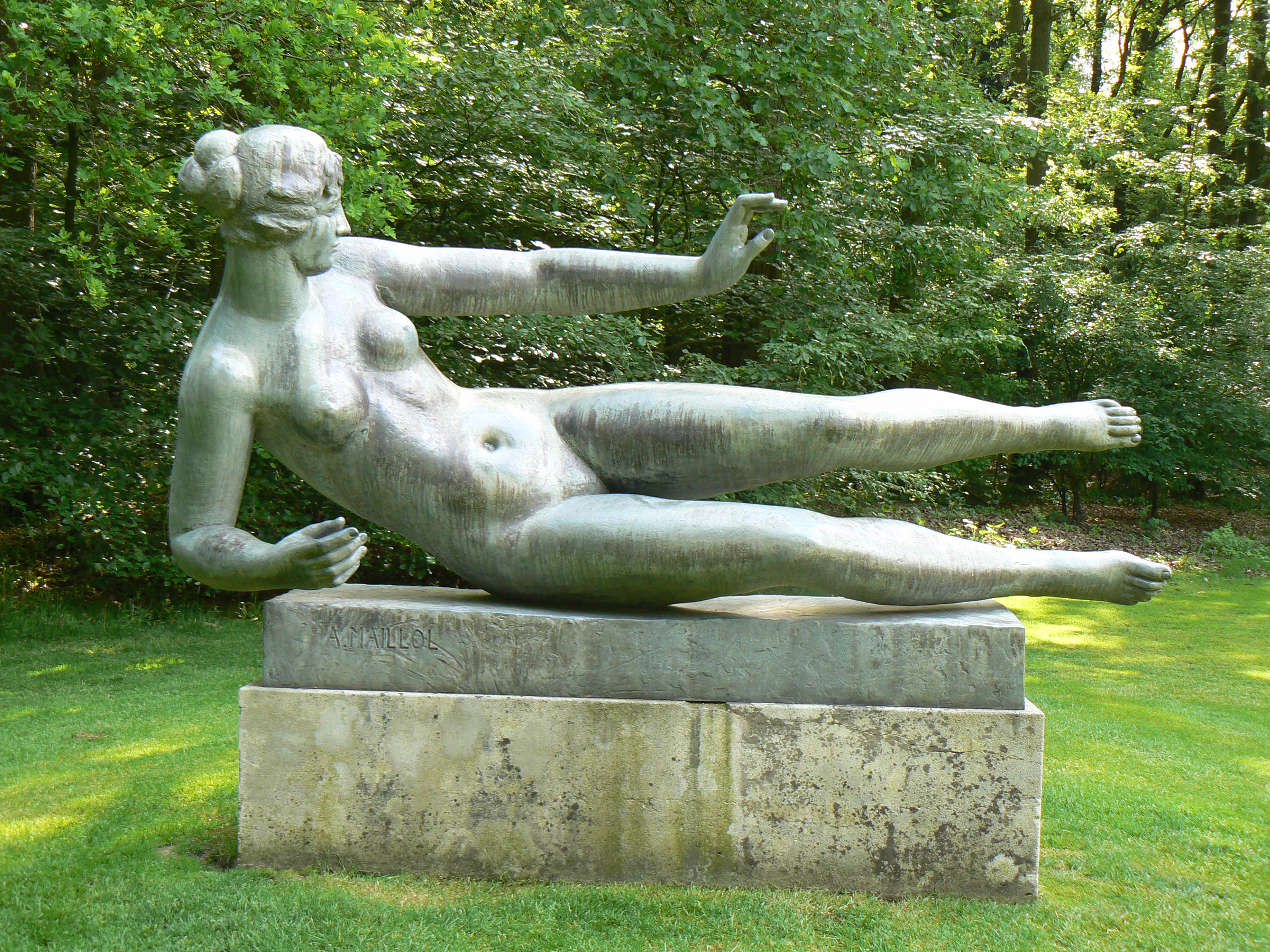
L’Air, 1939, Skulpturenpark vor dem Kröller-Müller Museum

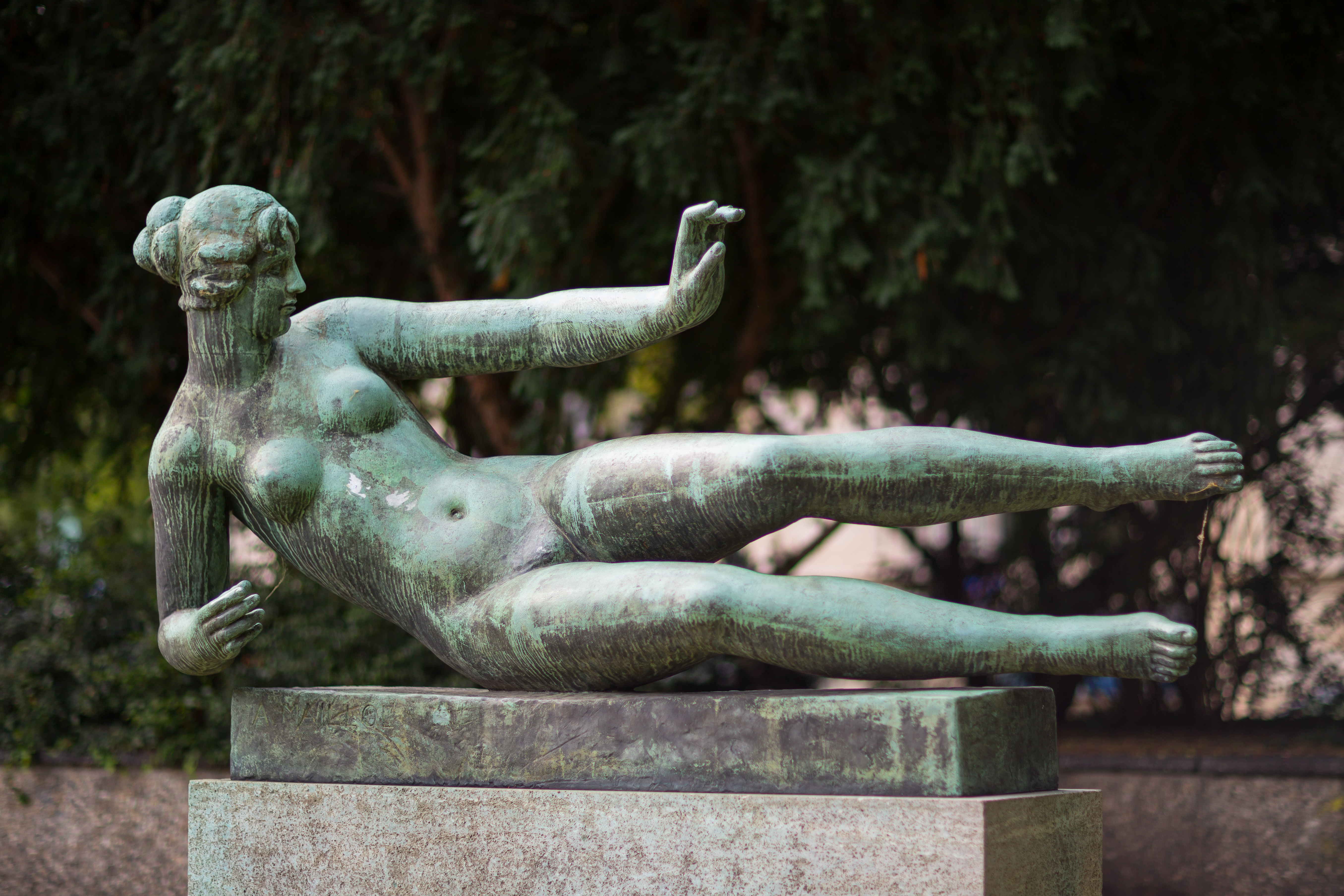
L’Air auf dem Georgsplatz in Hannover

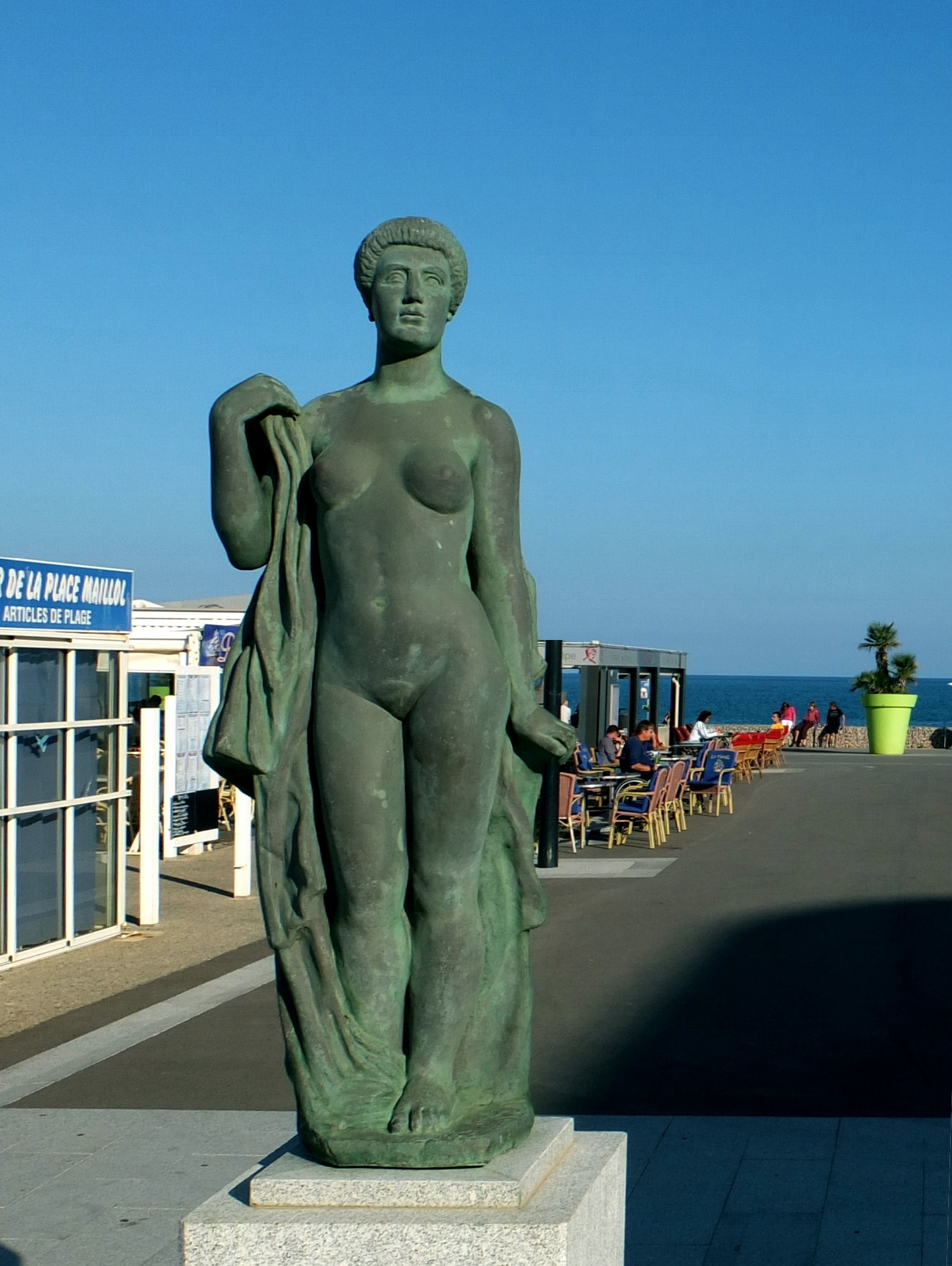
Bronzeskulptur La Baigneuse Drapée (Kopie) auf dem Place Maillol in Saint-Cyprien Plage

Maillol wird oft als „Cézanne der Bildhauerei“ bezeichnet, weil er der Plastik – so wie Cézanne der Grafik – den Weg zur Abstraktion ebnete. Erst ab 1895 begann Maillol, sich der Bildhauerei zuzuwenden. Zunächst fertigte er Kleinplastiken aus Holz und Terrakotta, aus denen er danach seine monumentalen Stein- und Bronzefiguren entwickelte. 1902 trat er mit einer großen Ausstellung in der Galerie Ambroise Vollard mit seinen bildhauerischen Werken erstmals in die Öffentlichkeit.
Das Hauptthema seines bildhauerischen Schaffens war der weibliche Akt. Mit seinen voluminösen, sinnlich weiblichen Figuren in vollendetem Ebenmaß schuf Maillol eine plastische „Liebespoesie“ (Harry Graf Kessler). Maillol verzichtete weitgehend auf Details und individuelle Züge, dafür strahlen seine Akte in ihrem geschlossenen Volumen unendliche Ruhe und harmonische Ausgewogenheit aus.
1905 stellte er sein erstes monumentales Hauptwerk La Méditerranée („Das Mittelmeer“) im Salon d’Automne aus. Seine Frau Clotilde hatte dafür Modell gestanden. Diese Großplastik verkörpert seine Verbundenheit mit der Mittelmeerkultur. Sie ist typisch für sein gesamtes bildhauerisches Schaffen. Mit harmonisch ausgewogenen Proportionen und einem leidenschaftslos ruhigen Ausdruck bewältigt er die monumentale Form. Die Oberfläche ist gleichmäßig geglättet und steht ganz im Gegensatz zu dem dramatischen Werk Rodins mit seinen aufgewühlten Oberflächen und bewegten Silhouetten. Für Maillol ist das allegorische Allgemeingültige von Bedeutung, das Individuelle wird nebensächlich. Seine Werke sind klar aufgebaut und ruhen in sich, ohne klassizistisch zu wirken.

„Maillol ist den größten Bildhauern an die Seite zu stellen. Sehen Sie, in dieser kleinen Bronze gibt es etwas, das den Werken der alten Meister gleichkommt, und an dem sich die jungen Anfänger ein Beispiel nehmen können. Ich bin glücklich, daß ich das gesehen habe. Wenn das Wort Genie, das heute so unangemessen vielen Leuten zuerkannt wird, überhaupt noch einen Sinn hat: Hier ist es angebracht. Ja, Maillol verkörpert in sich das Genie der Skulptur. Man muß schon böswillig oder sehr unwissend sein, um das nicht zu erkennen! Welche Sicherheit des Geschmacks! Welche im Einfachen zutage tretende Lebensweisheit! Ein flüchtig Vorübergehender bleibt niemals davor stehen, weil er vor dem, was einfach ist, nicht stehen bleibt. Er glaubt, die Kunst muß etwa Kompliziertes und Unverständliches sein. Er bleibt nur vor dem stehen, was mit unlauteren Mitteln seine Neugier erregt. Und genau das, was es an Maillols Kunst Bewundernswertes, ich möchte sagen Ewiges gibt, das ist die Reinheit, die Klarheit, die Durchsichtigkeit im Handwerklichen und im Gedanken. In keinem seiner Werke findet sich irgend etwas, das die Neugier des Vorübergehenden erregen könnte.“

### Graphik
Zum graphischen Werk Maillols gehören neben Zeichnungen, Radierungen und Lithographien insbesondere Holzschnitte. Beispielhaft ist der Gedichtband Chansons pour elle. 25 Gedichte von Paul Verlaine, Paris 1939, der mit 28 Holzschnitten Maillols illustriert wurde. Maillol war einer der bedeutendsten Illustratoren antiker Literatur; besonders bekannt sind seine Bildfolgen zu Vergils Eclogae et Georgica Ovids Ars amandi. Wie die Plastik zeichnet sich auch sein graphisches Werk durch die Betonung einfacher Linien und Konturen aus.

### Wirkung
Das Werk Maillols war von großem Einfluss auf die europäische, insbesondere die deutsche Bildhauerei. Beispiele hierfür sind u. a. die Werke der deutschen Bildhauer Wilhelm Lehmbruck, Georg Kolbe und Arno Breker, der lange Zeit auf dem Montmartre ein Atelier unterhielt und bei Maillol lernte. Auch Constantin Brâncuși und Henry Moore wurden zur Erneuerung der klassischen Formensprache von Maillol inspiriert. Mit Henri Matisse war Maillol zeitlebens befreundet.
Einige der Werke Maillols wurden auf der documenta 1 (1955) und der documenta III im Jahr 1964 in Kassel gezeigt. Das Musée Maillol in Paris, Rue de Grenelle 61, gewährt Einblicke in das Leben und Werk des Künstlers.

## Einzelne Werke
- La Méditerranée, 1904/1905
- L’Action enchaînée, 1905–1908
- Flora, um 1910/1912, Bronze, 163,5 × 49,5 × 39 cm, München, Neue Pinakothek, (Inv. Nr. B 154)
- Vénus, 1918–1928, Tate Gallery, London
- L’Île-de-France, 1925
- Les trois nymphes, 1930/1938, Tate Gallery London
- L’Air, 1940, Toulouse
- Harmonie, 1940/1944